# 英國的權力下放
在英國，權力下放（英語：devolution），意指英國國會根據其所通過的法規把國防、外交之外的部分內務權力（例如教育、醫療等），賦予蘇格蘭議會、威爾斯議會和北愛爾蘭議會決議、訂立及由其下屬相關行政機構即蘇格蘭政府、威爾斯政府及北愛爾蘭行政院執行決策。
權力下放與其他地方政府高度自治的國家（如美國、德國）所實行的聯邦主義分別，前者之國家政治體制於法律上層面仍維持著單一制（即主權仍歸屬中央政府）。換句話說，中央政府保留向下級政府機關所下放權力之最終決定權且可隨時收回或更改相關權力。

## 愛爾蘭地方自治
有關愛爾蘭地方自治的議題，在19世紀末至20世紀初，是英國政壇佔首位的政治問題。
早於19世紀，愛爾蘭的政治領袖如丹尼爾·奥康奈爾便要求廢除《1800年聯合法令》並重新恢復兩個獨立的王國和議會的共主邦聯體制。
在四十年內，英國國會推動四次愛爾蘭地方自治法案：
- 第一次地方自治法案是1886年由首相威廉·格萊斯頓提出。由於阿爾斯特省的強烈反對，以及自由統一黨脫離格萊斯頓領導的自由黨，該法案被下議院否決。
- 第二次地方自治法案是1893年由首相威廉·格萊斯頓再度提出，下議院通過了，但被上議院否決。
- 第三次地方自治法案是1893年由首相H·H·阿斯奎斯與愛爾蘭議會黨達成協議後提出，經過長期的議事爭議後，下議院否決了上議院的否決權。該法案遭到阿爾斯特統一黨的強烈反對，他們發起阿爾斯特志願者運動，並簽署阿爾斯特公約以反制該法案，引發內戰的疑慮。該法案在第一次世界大戰爆發後不久獲得皇室同意（對阿爾斯特省有所限制），但直到戰爭結束都未實施。隨後的愛爾蘭獨立戰爭（1919-1922年）導致它從未生效。
- 第四次地方自治法案是1920年由首相大衛·勞合·喬治提出，並通過上、下議院。它將愛爾蘭分為北愛爾蘭（六個縣）和南愛爾蘭（二十六個縣），每個縣都有自己的議會和司法機構，但也有一些共同的機構。該法案在北愛爾蘭實施並作為政府的基礎，直到1972年“北愛爾蘭問題”爆發後暫停。南部議會只在1922年召開過一次，根據“英愛條約”，南愛爾蘭成為愛爾蘭自由邦，屬大英帝國內部的一個自治領，並於1937年宣佈擁有完整主權（見愛爾蘭共和國）。

## 北愛爾蘭
北愛爾蘭的地方自治起源於1921年，也就是愛爾蘭第四次地方自治法案提出後次年。
1998年《貝爾法斯特協議》（也稱為耶穌受難日協議）導致建立了一個新的北愛爾蘭議會，旨在將兩個族群（傾向愛爾蘭共和國的民族主義者和效忠英王的聯合主義者）聚集在一起管理北愛爾蘭。此外，北愛爾蘭新的權力下放取決於新成立的北愛爾蘭行政當局與愛爾蘭政府之間通過一個新的全愛爾蘭機構——北/南部長理事會的合作。還成立了一個涵蓋整個不列顛群島的英國-愛爾蘭理事會和一個英國-愛爾蘭政府間會議（英國和愛爾蘭政府之間）。

## 蘇格蘭
自1707年來，原蘇格蘭國會因《1707年聯合法令》而被宣佈休會解散；及後二百年來，當地社會上的個人、團體等認為中央政府應還賦當地民眾召開議會的權利；而有關自治模式概念則於19世紀中漸漸形成。
1997年5月，首相貝理雅根據其競選時承諾向蘇格蘭下放權力。同年9月11日進行了立法前公投，就有關重新建立一擁有稅收變更權力和可通過影響蘇格蘭內務的法律的地方議會。公投結果顯示佔全體選民的60％投票人數，74.3%認為同意成立；63.5%認為應賦予稅收變更權力。
1998年11月17日，英國國會通過《1998年蘇格蘭法令》並經由英女皇御准，正式賦予蘇格蘭議會根據該法案所訂明之有限自治權及所得稅的調整權力上限最多3%（但至今尚未行使）。議會的首次選舉於1999年5月6日舉行，首次會議於6日後（5月12日）舉行；議會於1999年7月1日由英女皇正式宣佈成立，並於同日獲賦其全部權力。

## 威爾斯
根據1535-1542年《威爾斯法律法令》，威爾斯在法律上被視為英格蘭的一部分。然而，在19世紀後期和20世紀早期，獨特的威爾斯政體的概念獲得了認可。

## 皇家屬地
皇家屬地的立法機關並未下放，因為它們的起源早於英國的建立，而且皇家屬地理論上不屬於英國。然而，自20世紀後期以來，英國重新定義了與皇家屬地的正式關係。
皇家屬地為英國王室的財產，而不是英國的海外領土或殖民地。它們包括海峽群島的澤西和根西行政區，以及愛爾蘭海的馬恩島。

## 延伸閱讀
- Bogdanor, Vernon. . Oxford New York: Oxford University Press. 2001. ISBN 9780192801289.
- Swenden, Wilfried; McEwen, Nicola. . Comparative European Politics (Palgrave Macmillan). July–September 2014, 12 (4–5): 488–509. doi:10.1057/cep.2014.14.
- Blick, Andrew （页面存档备份，存于） (2015). 'Magna Carta and contemporary constitutional change'. History & Policy. http://www.historyandpolicy.org/policy-papers/papers/magna-carta-and-contemporary-constitutional-change （页面存档备份，存于）

## 外部連結
- Cabinet Office: Devolution guidance （页面存档备份，存于）